# Yzeure
Pour l’article homonyme, voir Yzeures-sur-Creuse.
Cet article possède un paronyme, voir Izeure.
Yzeure est une commune française située dans le département de l'Allier, en région Auvergne-Rhône-Alpes.
Située à l'est de la préfecture Moulins, elle comptait 12 670 habitants en 2022, appelés les Yzeuriens et les Yzeuriennes.

## Géographie

### Localisation
La commune est située au nord du département de l'Allier, en Sologne bourbonnaise. C'est la cinquième commune du département de l'Allier en nombre d'habitants, au recensement de 2021. Elle jouxte à l'ouest et au sud-ouest la commune de Moulins, préfecture de l'Allier, avec laquelle elle forme une agglomération incluant également la ville d'Avermes.
Par la route, Nevers est à 57 km au nord, Bourges à 100 km au nord-ouest, Clermont-Ferrand à 106 km au sud-sud-ouest, Mâcon à 133 km à l’est, Beaune à 145 km au nord-est, Auxerre à 157 km, et Lyon à 188 km au sud-est.

### Communes limitrophes
Sept communes sont limitrophes :
Les communes limitrophes sont  Avermes, Chézy, Gennetines, Lusigny, Montbeugny, Moulins et Toulon-sur-Allier.
| Avermes |                   | Gennetines, Chézy |
| Moulins | Yzeure            | Lusigny           |
|         | Toulon-sur-Allier | Montbeugny        |

### Hydrographie
L'Allier, très proche à l'ouest, traverse Moulins dans le sens sud-nord. Plusieurs petits cours d'eau prennent naissance sur la commune ou la traversent et coulent vers l'ouest pour rejoindre ce gros affluent de la Loire ; ils forment à eux deux une vingtaine d'étangs au sud et au nord d'Yzeure. Au sud-ouest et à l'ouest de la ville, deux petits affluents de l'Ozon forment une dizaine d'étangs avant de quitter le territoire communal vers l'ouest.
Le territoire communal est parsemé d'étangs

### Climat
Pour des articles plus généraux, voir Climat d'Auvergne-Rhône-Alpes et Climat de l'Allier.
En 2010, le climat de la commune est de type climat océanique dégradé des plaines du Centre et du Nord, selon une étude du CNRS s'appuyant sur une série de données couvrant la période 1971-2000. En 2020, Météo-France publie une typologie des climats de la France métropolitaine dans laquelle la commune est exposée à un climat océanique altéré et est dans la région climatique Centre et contreforts nord du Massif Central, caractérisée par un air sec en été et un bon ensoleillement.
Pour la période 1971-2000, la température annuelle moyenne est de 11,2 °C, avec une amplitude thermique annuelle de 16,1 °C. Le cumul annuel moyen de précipitations est de 752 mm, avec 11 jours de précipitations en janvier et 6,8 jours en juillet. Pour la période 1991-2020, la température moyenne annuelle observée sur la station météorologique installée sur la commune est de 11,9 °C et le cumul annuel moyen de précipitations est de 795,7 mm,. Pour l'avenir, les paramètres climatiques de la commune estimés pour 2050 selon différents scénarios d'émission de gaz à effet de serre sont consultables sur un site dédié publié par Météo-France en novembre 2022.
| Mois                                  | jan.           | fév.            | mars         | avril         | mai             | juin           | jui.          | août         | sep.            | oct.            | nov.          | déc.           | année     |
| ------------------------------------- | -------------- | --------------- | ------------ | ------------- | --------------- | -------------- | ------------- | ------------ | --------------- | --------------- | ------------- | -------------- | --------- |
| Température minimale moyenne (°C)     | 0,8            | 0,6             | 2,7          | 4,9           | 8,9             | 12,4           | 14,2          | 13,9         | 10,2            | 7,8             | 3,8           | 1,3            | 6,8       |
| Température moyenne (°C)              | 3,9            | 4,6             | 8            | 10,9          | 14,7            | 18,5           | 20,6          | 20,5         | 16,3            | 12,4            | 7,4           | 4,5            | 11,9      |
| Température maximale moyenne (°C)     | 7,1            | 8,6             | 13,2         | 16,8          | 20,6            | 24,6           | 27            | 27,1         | 22,4            | 17              | 11            | 7,6            | 16,9      |
| Record de froid (°C) date du record   | −21 09.01.1985 | −19 05.02.1963  | −12 01.03.05 | −5,3 01.04.20 | −1,2 01.05.1960 | 2,2 02.06.1975 | 5 06.07.1964  | 3 26.08.1966 | −0,9 27.09.1972 | −6,8 30.10.1997 | −9 21.11.1998 | −15,2 26.12.10 | −21 1985  |
| Record de chaleur (°C) date du record | 18,2 01.01.23  | 25,8 28.02.1960 | 26 31.03.21  | 29,6 20.04.18 | 33,2 27.05.05   | 40,9 27.06.19  | 43,2 25.07.19 | 42 09.08.03  | 36,1 10.09.23   | 31,9 02.10.23   | 23,6 08.11.15 | 19 14.12.1989  | 43,2 2019 |
| Précipitations (mm)                   | 60,1           | 49,5            | 51,9         | 64,9          | 81,1            | 70,8           | 67,6          | 63,5         | 67,6            | 70,6            | 83            | 65,1           | 795,7     |

## Urbanisme

### Typologie
Au 1er janvier 2024, Yzeure est catégorisée centre urbain intermédiaire, selon la nouvelle grille communale de densité à 7 niveaux définie par l'Insee en 2022.
Elle appartient à l'unité urbaine de Moulins, une agglomération intra-départementale dont elle est une commune de la banlieue,. Par ailleurs la commune fait partie de l'aire d'attraction de Moulins, dont elle est une commune du pôle principal,. Cette aire, qui regroupe 64 communes, est catégorisée dans les aires de 50 000 à moins de 200 000 habitants,.

### Occupation des sols

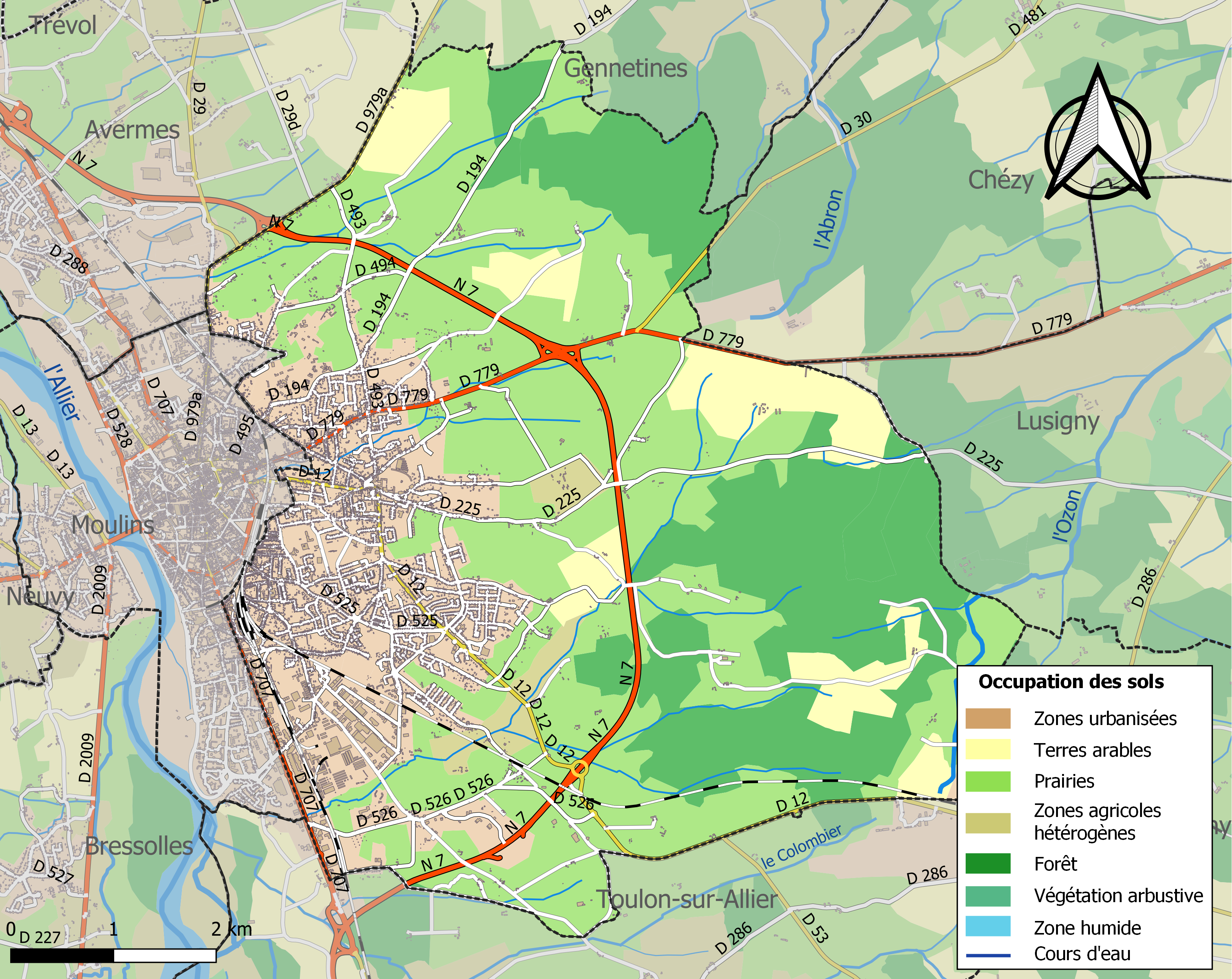
Carte des infrastructures et de l'occupation des sols de la commune en 2018 (CLC).

L'occupation des sols de la commune, telle qu'elle ressort de la base de données européenne d’occupation biophysique des sols Corine Land Cover (CLC), est marquée par l'importance des territoires agricoles (56,1 % en 2018), en diminution par rapport à 1990 (60,1 %). La répartition détaillée en 2018 est la suivante : 
prairies (45,8 %), forêts (22,3 %), zones urbanisées (15,1 %), terres arables (8,3 %), zones industrielles ou commerciales et réseaux de communication (6 %), zones agricoles hétérogènes (2 %), espaces verts artificialisés, non agricoles (0,6 %).
L'IGN met par ailleurs à disposition un outil en ligne permettant de comparer l'évolution dans le temps de l'occupation des sols de la commune (ou de territoires à des échelles différentes). Plusieurs époques sont accessibles sous forme de cartes ou photos aériennes : la carte de Cassini (XVIIIe siècle), la carte d'état-major (1820-1866) et la période actuelle (1950 à aujourd'hui).

### Voies de communication et transports

#### Voies routières
La route nationale 7 contournée passe par le territoire de la commune. Trois échangeurs la desservent :
- l'échangeur 45, situé à la frontière communale avec Avermes, débouche sur la route de Decize (route départementale 979a) et dessert le lieu-dit du Haut-Barrieux et le quartier des Chartreux, à Moulins ;
- l'échangeur 46, situé à la sortie est de la ville par la route départementale 779 en direction de Chevagnes, Bourbon-Lancy et Autun, desservant notamment le quartier de Saint-Bonnet par la route de Bourgogne ;
- l'échangeur 47, situé à la sortie sud-est de la ville par la route départementale 12 et desservant la zone d'activités.

L'ancienne route nationale 7, correspondant à la route de Lyon, marque la frontière communale avec Moulins, et est gérée par le département de l'Allier (D 707).
Depuis Yzeure, passent la D 12 (route de Montbeugny, en direction de Montbeugny et de Dompierre-sur-Besbre, la D 30 (vers La Chapelle-aux-Chasses), la D 194 (vers Gennetines), la D 225 (vers Lusigny), la D 493 et la D 494.

#### Transport ferroviaire
La gare de Moulins-sur-Allier est la gare SNCF la plus proche. Les bus des lignes C et D peuvent donner correspondance à un train TER Auvergne-Rhône-Alpes en direction de la gare de Clermont-Ferrand ou à des Intercités à cette même destination ou les gares de Nevers ou de Paris-Bercy.

#### Transports en commun
La commune est desservie par cinq lignes du réseau Aléo :
- la ligne B, reliant Portes d'Avermes à la place Jean-Moulin en desservant le parking Grillet, l'hôtel de ville et le collège François-Villon ;
- la ligne C, reliant le centre commercial des Portes de l'Allier au quartier du Plessis via les quartiers des Bataillots et des Chartreux ;
- la ligne D, reliant le quartier du Plessis à Place des Martyrs (en rive gauche de Moulins) ;
- la ligne F, reliant le parking de la place Grillet à Bressolles ;
- la ligne S5, ligne scolaire reliant l'hôtel de ville à la place d'Allier, au lycée Théodore-de-Banville et aux collèges Anne-de-Beaujeu et Émile-Guillaumin à Moulins.

### Morphologie urbaine
Le plan local d'urbanisme a été approuvé par le conseil municipal le 15 février 2013.

### Logement
En 2015, la commune comptait 6 622 logements, contre 6 328 en 2010. Parmi ces logements, 89,6 % étaient des résidences principales, 1,2 % des résidences secondaires et 9,2 % des logements vacants. Ces logements étaient pour 78,7 % d'entre eux des maisons individuelles et pour 21,3 % des appartements.
La proportion des résidences principales, propriétés de leurs occupants était de 68,3 %, en hausse sensible par rapport à 2010 (68 %). La part de logements HLM loués vides était de 11,4 % (contre 11 %).

### Projets d'aménagements
La commune aménage Yzatis (médiathèque, cyber-base, espace forme).

### Risques naturels et technologiques
La commune est soumise à deux risques : séisme (zone de sismicité de niveau 2) et transport de matières dangereuses. Elle a élaboré un plan communal de sauvegarde (PCS) mais ne possède pas de dossier d'information communal sur les risques majeurs (DICRIM).
La présence d'une canalisation de gaz naturel et l'utilisation de la route nationale 7 et de la route départementale 707 par les véhicules de transport de matières dangereuses, ainsi que l'existence de voies ferrées, justifient le classement d'Yzeure à ce risque technologique.

### Retrait-gonflements des sols argileux
Exposition au retrait-gonflement des sols argileux dans la commune : Oui (exposition moyen).
Commune soumise à un Plan de prévention des risques retrait-gonflement des sols argileux : Non.

## Toponymie

### Origine gauloise du nom
Le nom « Yzeure » est issu d'un composé Issioduro qui désignait un « Bourg de la Basse Limite » en gaulois. La localité était autrefois implantée à l'extrémité sud du territoire des Éduens face à l'extrémité nord des Arvernes.

### Mentions médiévales
Selon Ernest Nègre et Stéphane Gendron, la forme écrite la plus ancienne désignant Yzeure, Isodrus en latin, date de 912. Au XIe siècle, on rencontre le nom, Ysodurum.

## Histoire

### Antiquité

#### Période gauloise (Éduens)

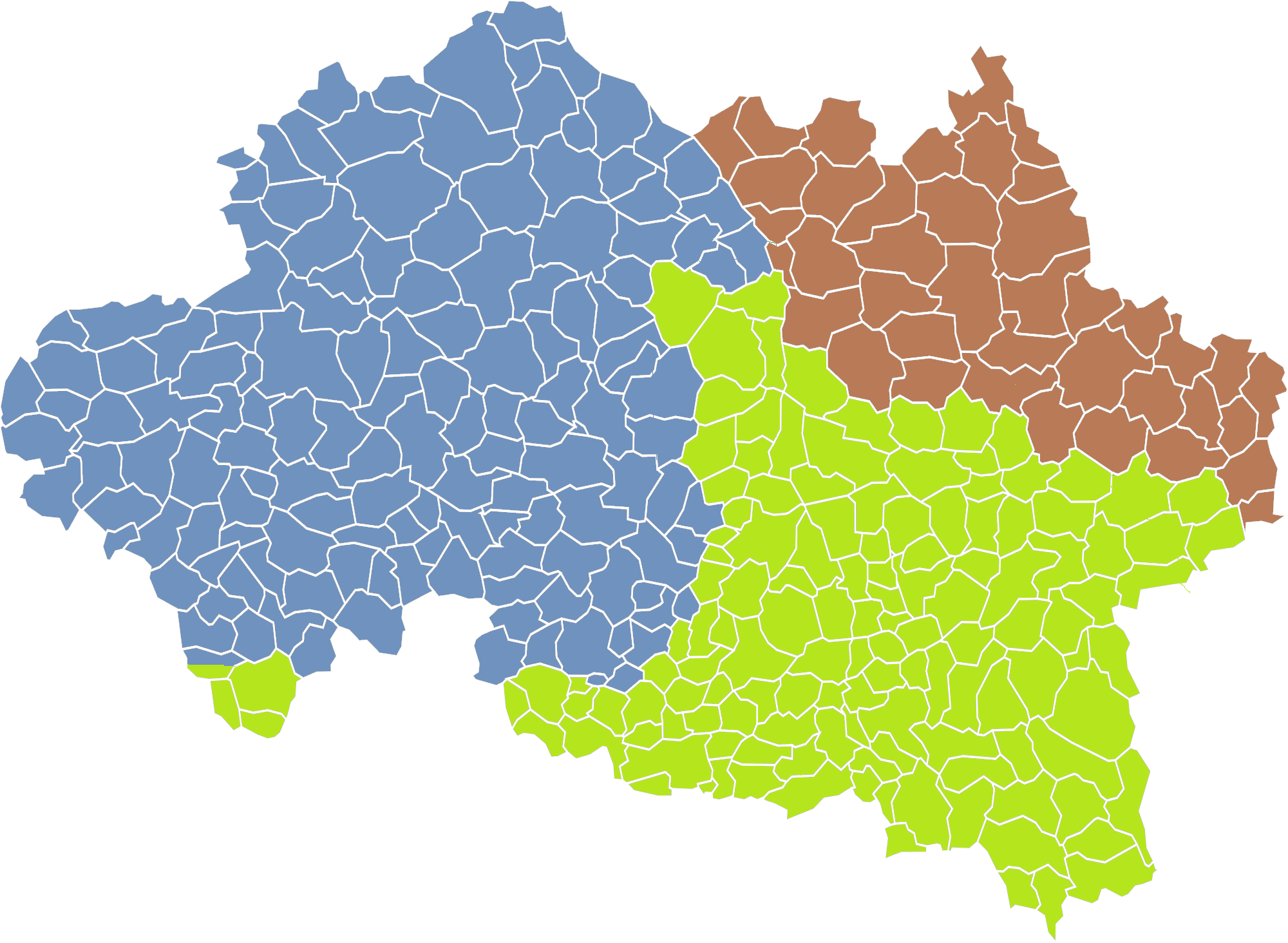
Les peuples gaulois du département de l'Allier. En marron sont les Éduens (avec Yzeure et Moulins), en vert les Arvernes et en bleu, les Bituriges.

Durant l'Antiquité (âge du Fer), l'agglomération d'Isodorum, tout comme la ville voisine de Moulins, faisait partie du territoire du peuple gaulois des Éduens.
Une liste de noms en langue gauloise gravés sur un vase retrouvé au début du XXe siècle ont permis de trouver des noms de langue gauloise : ATIPASTU, ADAXILU, ABINOS, ATONILLOS, ASSULATOS, ANDROULOS, ATIASSU.

#### L'atelier de poterie antique de Saint-Bonnet
Le site de Saint-Bonnet à Yzeure n'est longtemps connu que par une fouille sur quelques dizaines de mètres carrés. En 1827 des ateliers de poterie sont découverts à Saint-Bonnet,. Entre 1863 et 1865, A. Bertrand fouille le quartier ; il signale « un demi-moule d’un buste en terre cuite, à tête capuchonnée ». En 1900 il découvre deux fours , et cinq autres en 1901. Deux fours sont entièrement dégagés.
Les déblais de l'atelier contiennent de nombreux morceaux de fresques et le pied-droit d'un four inclut un morceau de colonne ; ce qui indiquerait que l'atelier de poterie a été construit sur le site d'un bâtiment rasé qui, lui, n'était pas un lieu de production,. 

Les alentours immédiats sont parsemés de fragments de sigillée unis et ornés. Certains des fragments de sigillée unie portent les marques « AFRICANI », « SOLANI », « CINTVSVMIF ». Un vestige de vase moulé porte la marque de Putrius, connue comme provenant de l'atelier de Lezoux.
Le site a produit des statuettes en terre cuite blanche, et presque certainement de la sigillée lisse et peut-être aussi moulée. Vertet indique que la sigillée pourrait dater de l'époque de Trajan (98-117). Il mentionne des statuettes peintes et une quantité importante de figurines, parmi lesquelles des bustes, paons, coqs et édicules. Talvas précise que certaines figurines sont de facture médiocre mais d'autres sont lissées avec soin et certains endroits peints : yeux, lèvres, pointes de seins pour les Vénus,.
Corrocher mentionne Saint-Bonnet comme un des ateliers de Gaule du Centre producteurs de céramique à glaçure plombifère.

### Moyen Âge
En 1206, Guy II de Dampierre et Mathilde de Bourbon, sa femme, de concert avec le prieur de Souvigny, créèrent, sur la hauteur de Saint-Bonnet, tout près de Moulins, une ville franche, dont les revenus devaient appartenir, par moitié, au prieur et au sire de Bourbon.
Au Moyen Âge, il y avait une maison forte, aujourd'hui disparue, dite de « Pré Puttet » ou le « Champ Putet », datant probablement du XIVe siècle et qui fut occupée jusqu'à la fin du XVIIe siècle.
La maison forte se trouvait au fond d'un vallon, le côté nord s'appuyant sur le ruisseau de la Rigollée. Elle se dressait sur une plate-forme rectangulaire fossoyée surélevée de 28 × 30 m construite à partir des matériaux de creusement des fossés. Les fossés en forme de « U » ont une largeur de 9 m et sont profonds de 1,60 m. Son organisation nous est connue grâce aux fouilles : elle comportait un mur d'enceinte de 0,80 m de large épousant le tracé de la plate-forme, une cour d'une superficie de 250 m2, qui s'étendait devant la maison forte et une tour ronde de 5 m de diamètre. Un puits se trouvait au centre de la cour.

### Époque moderne
En 1633, est cité Antoine des Essars, sieur de Putay.

### Époque contemporaine
Entre 1795 et 1800, la commune absorbe celle voisine de Saint-Bonnet-et-Saint-Jean, soit une augmentation de population de 349 habitants ; cette dernière porta, au cours de la période révolutionnaire de la Convention nationale (1792-1795), le nom de Mont-Grillet.

## Politique et administration

### Tendances politiques et résultats
Aux élections municipales de 2014, le député-maire sortant, Guy Chambefort, ne s'est pas représenté. Le premier tour n'a pas désigné d'élu dans l'immédiat. Au second tour, Pascal Perrin est élu maire d'Yzeure, où près de deux électeurs sur trois (66,63 %) ont voté.
Aux élections départementales de 2015, le binôme socialiste Pascale Foucault - Pascal Perrin a recueilli 65,94 % des suffrages exprimés (3 074 voix sur 4 662), avec un taux de participation de 53,49 % (5 152 votants sur 9 631 inscrits) et est élu dans le canton avec 63,56 % des voix, avec un taux de participation légèrement inférieur à celui de la commune bureau centralisateur (53,27 %).
Aux élections municipales de  2020, Pascal Perrin est réélu avec une abstention de 57,71% au second tour. Il obtient 53,70% des suffrages exprimés.

#### Récapitulatif de résultats électoraux récents
| Scrutin              | 1er tour | 1er tour | 1er tour | 1er tour | 1er tour | 1er tour | 1er tour | 1er tour | 1er tour | 1er tour  | 1er tour  | 1er tour  | 2d tour     | 2d tour     | 2d tour     | 2d tour     | 2d tour     | 2d tour     | 2d tour     | 2d tour     | 2d tour     |
| Scrutin              | 1er      | 1er      | %        | 2e       | 2e       | %        | 3e       | 3e       | %        | 4e        | 4e        | %         | 1er         | 1er         | %           | 2e          | 2e          | %           | 3e          | 3e          | %           |
| -------------------- | -------- | -------- | -------- | -------- | -------- | -------- | -------- | -------- | -------- | --------- | --------- | --------- | ----------- | ----------- | ----------- | ----------- | ----------- | ----------- | ----------- | ----------- | ----------- |
| Municipales 2014     |          | PS       | 41,76    |          | DVD      | 29,28    |          | FG       | 28,95    | Pas de 4e | Pas de 4e | Pas de 4e |             | PS          | 42,61       |             | DVD         | 30,93       |             | FG          | 26,44       |
| Européennes 2014     |          | PS       | 24,73    |          | UMP      | 19,44    |          | FN       | 17,43    |           | FG        | 12,02     | Tour unique | Tour unique | Tour unique | Tour unique | Tour unique | Tour unique | Tour unique | Tour unique | Tour unique |
| Régionales 2015      |          | PS       | 33,07    |          | UMP      | 26,89    |          | FN       | 19,34    |           | PCF       | 10,90     |             | PS-PCF-EELV | 49,65       |             | UMP         | 33,22       |             | FN          | 17,13       |
| Présidentielle 2017  |          | EM       | 28,78    |          | LFI      | 22,80    |          | FN       | 16,89    |           | LR        | 15,46     |             | LREM        | 71,59       |             | FN          | 28,41       | Pas de 3e   | Pas de 3e   | Pas de 3e   |
| Législatives 2017    |          | EM       | 30,44    |          | PCF      | 23,17    |          | LR       | 15,73    |           | PS        | 15,04     |             | PCF         | 53,82       |             | LREM        | 46,18       | Pas de 3e   | Pas de 3e   | Pas de 3e   |
| Européennes 2019     |          | RN       | 21,33    |          | LREM     | 21,21    |          | EELV     | 11,08    |           | PS-PP     | 8,98      | Tour unique | Tour unique | Tour unique | Tour unique | Tour unique | Tour unique | Tour unique | Tour unique | Tour unique |
| Présidentielles 2022 |          | LREM     | 29,82    |          | RN       | 22,25    |          | LFI      | 20,49    |           | Reco      | 5,45      |             | LREM        | 62,01       |             | RN          | 37,99       | Pas de 3e   | Pas de 3e   | Pas de 3e   |
| Européennes 2024     |          | RN       | 30,35    |          | PS       | 17,70    |          | ENS      | 14,09    |           | LR        | 6,83      | Tour unique | Tour unique | Tour unique | Tour unique | Tour unique | Tour unique | Tour unique | Tour unique | Tour unique |
| Législatives 2024    |          | UG       | 36,89    |          | RN       | 30,67    |          | ENS      | 17,42    |           | LR        | 10,79     |             | UG          | 60,94       |             | RN          | 39,06       | Pas de 3e   | Pas de 3e   | Pas de 3e   |

### Administration municipale

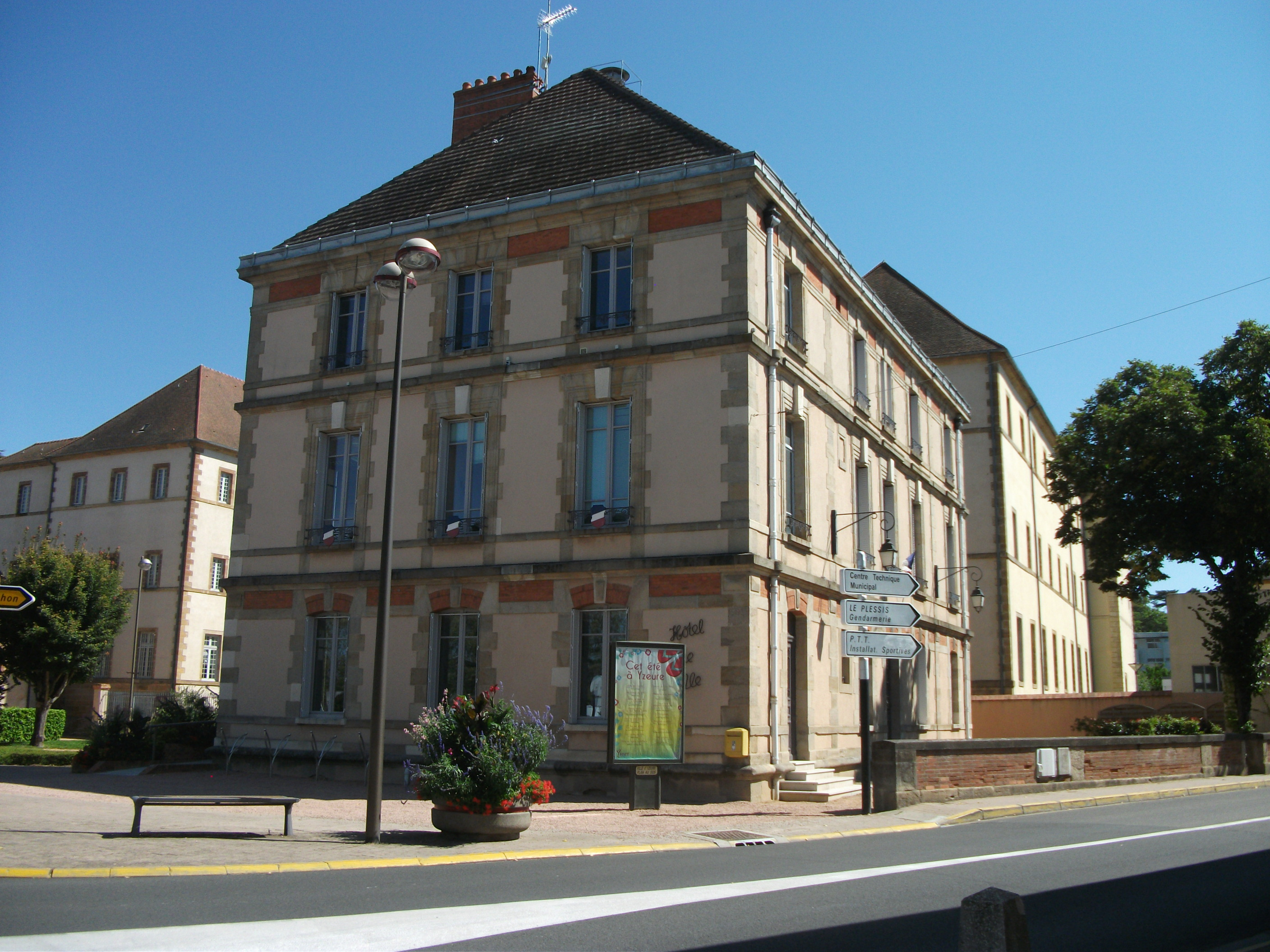
Mairie.

Le maire sortant, Pascal Perrin, a été réélu au premier tour à la suite des élections municipales de 2020. Le conseil municipal, réuni le 28 mai 2020 pour élire le maire, a désigné neuf adjoints.
| Période                                  | Période    | Identité             | Étiquette        | Qualité |
| ---------------------------------------- | ---------- | -------------------- | ---------------- | --- |
| Les données manquantes sont à compléter. |            |                      |                  | |
| 1919                                     | 1920       | Antoine Deforge      | SFIO             | Domestique agricole, cheminot, puis expert-comptable                                                                             |
| 1920                                     | 1938       | Joseph Baudron       |                  | |
| 1938                                     | 1955       | Claude Dussour       |                  | |
| 1955                                     | mars 1971  | Paul Maridet         | CNI puis app.UNR | Médecin - Député (1958-1962) |
| mars 1971                                | mars 1977  | Louis Guillot        |                  | |
| mars 1977                                | mars 1989  | Jean-Paul Desgranges | PS               | Député de la 1re circonscription de l'Allier (1981-1986) Conseiller général (1973-1985)                                          |
| mars 1989                                | avril 2014 | Guy Chambefort       | PS puis DVG      | Député de la 1re circonscription de l'Allier (depuis 2007) Conseiller général (1985-2007)                                        |
| avril 2014                               | En cours   | Pascal Perrin        | PS               | Conseiller en formation continue [retraité] Conseiller général (2007-2015) puis départemental (depuis 2015) Réélu le 28 mai 2020 |

### Finances locales
Le budget 2014 de la commune s'élève à 24 954 824 € réparti comme suit :
- investissement : 7 687 395 € ;
- fonctionnement : 17 267 429 €.

Le budget 2024 prévu de la commune s'élève à 24 263 597 € ( https://www.ville-yzeure.com/images/elus/conseil/pv_20240328.pdf)
- investissement: 4 988 547 € ( dont 1 900 000 € d'emprunt)
- fonctionnement 19 275 050 €

Tous budgets confondus , l’encours de la dette de la ville s’élève, au 31/12/2022, à 12 323 930 €.( https://www.ville-yzeure.com/images/elus/budget/rob2023.pdf )

### Jumelages
Au 15 juillet 2014, Yzeure est jumelée avec deux communes :
- Bendorf (Allemagne) depuis le 5 septembre 1986[51],[52] ;
- Gherla (Roumanie) depuis septembre 1995[53],[54].

Par ailleurs, elle mène des actions de coopération décentralisée avec  Kafountine (Sénégal) depuis 1988.

## Population et société

### Démographie

#### Évolution démographique
Les habitants de la commune sont appelés les Yzeuriens et les Yzeuriennes.
L'évolution du nombre d'habitants est connue à travers les recensements de la population effectués dans la commune depuis 1793. Pour les communes de plus de 10 000 habitants les recensements ont lieu chaque année à la suite d'une enquête par sondage auprès d'un échantillon d'adresses représentant 8 % de leurs logements, contrairement aux autres communes qui ont un recensement réel tous les cinq ans,.

En 2022, la commune comptait 12 670 habitants, en évolution de −4,23 % par rapport à 2016 (Allier : −1,38 %, France hors Mayotte : +2,11 %).
| 1793 | 1800  | 1806  | 1821  | 1831  | 1836  | 1841  | 1846  | 1851  |
| ---- | ----- | ----- | ----- | ----- | ----- | ----- | ----- | ----- |
| 964  | 2 803 | 1 322 | 1 642 | 1 886 | 2 060 | 2 475 | 2 610 | 2 988 |

| 1856  | 1861  | 1866  | 1872  | 1876  | 1881  | 1886  | 1891  | 1896  |
| ----- | ----- | ----- | ----- | ----- | ----- | ----- | ----- | ----- |
| 3 240 | 3 291 | 3 585 | 3 850 | 4 195 | 4 164 | 4 464 | 5 289 | 5 703 |

| 1901  | 1906  | 1911  | 1921  | 1926  | 1931  | 1936  | 1946  | 1954  |
| ----- | ----- | ----- | ----- | ----- | ----- | ----- | ----- | ----- |
| 5 960 | 6 133 | 6 539 | 6 084 | 6 237 | 7 035 | 7 573 | 8 186 | 8 374 |

| 1962   | 1968   | 1975   | 1982   | 1990   | 1999   | 2006   | 2011   | 2016   |
| ------ | ------ | ------ | ------ | ------ | ------ | ------ | ------ | ------ |
| 10 000 | 11 665 | 13 715 | 13 197 | 13 461 | 12 696 | 12 488 | 12 990 | 13 230 |

| 2021   | 2022   | - | - | - | - | - | - | - |
| ------ | ------ | - | - | - | - | - | - | - |
| 12 598 | 12 670 | - | - | - | - | - | - | - |

Au recensement de 2021, Yzeure est la 5e commune la plus peuplée du département de l'Allier derrière Montluçon, Vichy, Moulins et Cusset. La population de la commune diminue (−3,7 % par rapport à 2015) et suit la tendance de l'agglomération moulinoise et du département.

#### Pyramide des âges
En 2021, le taux de personnes d'un âge inférieur à 30 ans s'élève à 27,6 %, soit en dessous de la moyenne départementale (29,0 %). De même, le taux de personnes d'âge supérieur à 60 ans est de 34,7 % la même année, alors qu'il est de 35,6 % au niveau départemental.
En 2021, la commune comptait 6 118 hommes pour 6 480 femmes, soit un taux de 51,44 % de femmes, légèrement inférieur au taux départemental (52,03 %).
Les pyramides des âges de la commune et du département s'établissent comme suit :
| Hommes | Classe d’âge | Femmes |
| ------ | ------------ | ------ |
| 1,3    | 90 ou +      | 2,6    |
| 10,6   | 75-89 ans    | 13,8   |
| 20,1   | 60-74 ans    | 20,9   |
| 21,4   | 45-59 ans    | 23,0   |
| 16,3   | 30-44 ans    | 14,7   |
| 15,6   | 15-29 ans    | 11,9   |
| 14,8   | 0-14 ans     | 13,1   |

| Hommes | Classe d’âge | Femmes |
| ------ | ------------ | ------ |
| 1,2    | 90 ou +      | 3      |
| 10     | 75-89 ans    | 13,4   |
| 21,3   | 60-74 ans    | 22     |
| 20,6   | 45-59 ans    | 19,6   |
| 15,7   | 30-44 ans    | 15     |
| 15,6   | 15-29 ans    | 12,9   |
| 15,7   | 0-14 ans     | 14     |

### Enseignement
Yzeure dépend de l'académie de Clermont-Ferrand.
Dans l'enseignement public, les élèves commencent leur scolarité dans l'une des quatre écoles maternelles publiques (Jacques-Prévert, Les Bataillots, Les Cladets, Louise-Michel), puis dans l'une des cinq écoles élémentaires publiques (Ampère, Jacques-Prévert, Jules-Ferry, Les Cladets, Louise-Michel). Ils poursuivent au collège François-Villon, géré par le conseil départemental de l'Allier, puis au lycée Jean-Monnet, géré par le conseil régional d'Auvergne-Rhône-Alpes.
Dans l'enseignement privé, les élèves vont à l'école Saint-Pierre.
Il existe un centre d'information et d'orientation.

### Culture
Pendant plusieurs décennies jusqu'en 1997, l'usine Leblanc, a employé jusqu'à presque deux cents salariés à certaines périodes, pour la fabrication des pièces destinées à la réalisation de clarinettes, flûtes et hautbois, dont la clarinette réputée mondialement Leblanc-Noblet.
Une exposition consacrée à la clarinette à Moulins en 2015 évoque celle-ci.

### Sports
- Football féminin Yzeure Allier Auvergne qui évolue en D2 féminine, anciennement en D1.
- Moulins-Yzeure Foot 03, club de football masculin évoluant en National 2 (4e division).
- Club de handball[62].

Le 12 mars 2019, la ville d'Yzeure a accueilli, avec Moulins, l'arrivée de la 3e étape du Paris-Nice 2019,, La ligne d'arrivée était située route de Lyon.
Yzeure a tenté, depuis des années, d'être ville de départ du Paris-Nice. Elle s'est unie avec Moulins au milieu de l'année 2018 afin, notamment, de renforcer leur attractivité médiatique en tant que ville d'arrivée. La ville d'arrivée est officialisée en octobre 2018.

## Économie
Le tissu économique local est dominé par les activités de transport et logistique : Yzeure abrite une importante unité logistique d'achat du groupe Leclerc : Scacentre.

### Emploi
En 2015, la population âgée de quinze à soixante-quatre ans s'élevait à 7 894 personnes, parmi lesquelles on comptait 71,6 % d'actifs dont 62,5 % ayant un emploi et 9,2 % de chômeurs.
On comptait 6 751 emplois dans la zone d'emploi. Le nombre d'actifs ayant un emploi résidant dans la zone étant de 4 973, l'indicateur de concentration d'emploi s'élève à 135,7 %, ce qui signifie que la commune offre plus d'un emploi par habitant actif.
4 513 des 4 972 personnes âgées de quinze ans ou plus (soit 90,8 %) sont des salariés. 38,4 % des actifs travaillent dans la commune de résidence.

### Entreprises et commerces
Au 31 décembre 2015, Yzeure comptait 490 entreprises : 38 dans l'industrie, 71 dans la construction, 162 dans le commerce, le transport, l'hébergement et la restauration, 103 dans les services aux entreprises et 116 dans les services aux particuliers.
En outre, elle comptait 625 établissements.
Yzeure abrite le siège de nombreuses entreprises de transport, dont les Transports Yzeuriens et les Transports Bourrat. On peut également citer parmi les grandes entreprises MCF (matériaux de construction).

## Culture locale et patrimoine

### Lieux et monuments

#### Patrimoine religieux

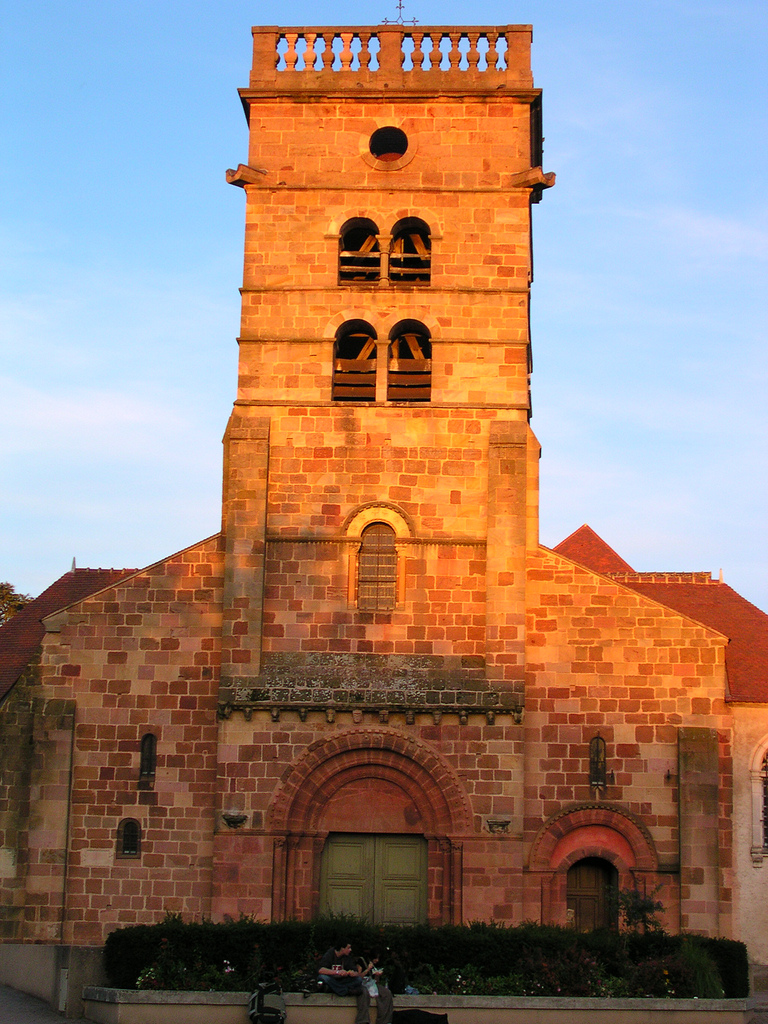
Église romane Saint-Pierre d'Yzeure.

- L'église Saint-Pierre, joyau de l'époque romane, est remarquable par l'ornementation de sa façade du XIIe siècle et par sa crypte des IXe et Xe siècles. Le portail d'influence bourguignonne présente des chapiteaux ornés de monstres, des motifs antiquisants et des modillons à décors fantastiques. Dans la nef et les bas-côtés, 32 chapiteaux du XIIe siècle sont sculptés de rinceaux et de végétaux. Le mobilier est également exceptionnel comme les bancs d'œuvre des corporations, la statue polychrome de la Vierge à l'enfant, dont le drapé permet une datation du XIVe siècle, et la chaire en bois sculpté de 1623.
- L'église Sainte-Jeanne-d'Arc d'Yzeure, moderne (XXe siècle) aux Bataillots.
- Chapelle du château de Plaisance.

#### Patrimoine civil
- château de Pouzeux

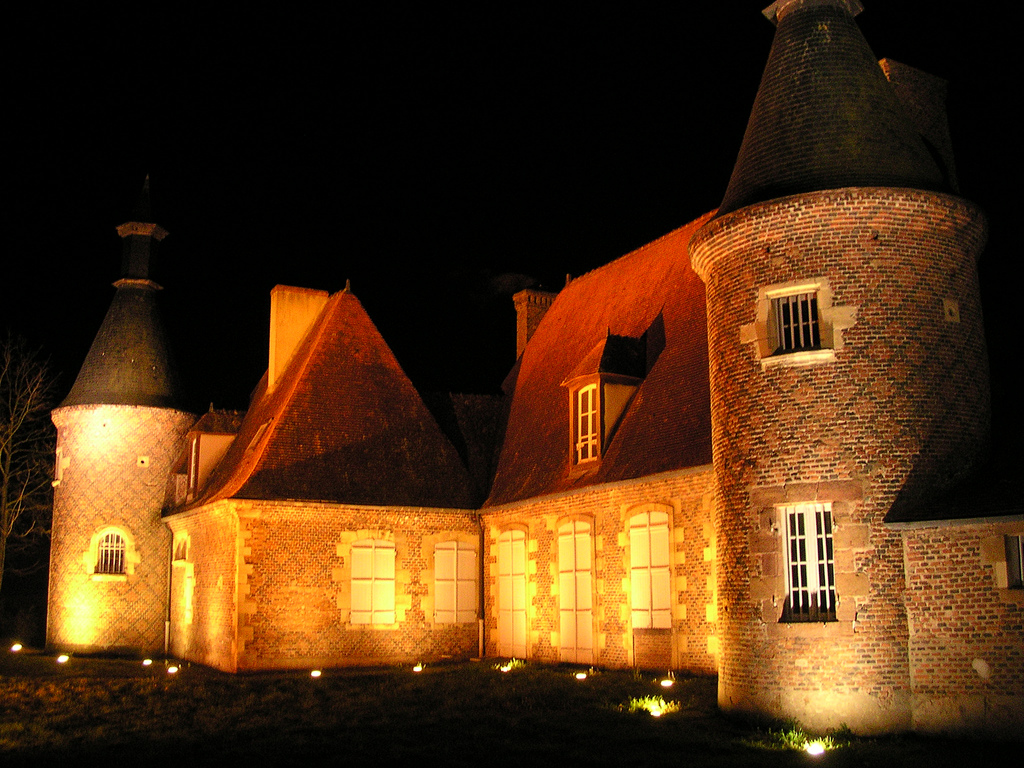
Le château Renaissance de Panloup.

- Château de Panloup : demeure seigneuriale du XVIe siècle avec un très grand parc. À l'intérieur, la porte menant à l'ancienne chapelle est ornée d’une pierre du XIIe ou XIIIe siècle représentant l'agneau pascal.
- Château de Bellevue construit en 1881-1882. Le château était à l'origine un établissement d'enseignement privé dirigé par les pères jésuites. Il servit d'hôpital pendant la Première Guerre mondiale. En 1946, il devient la propriété du département de l'Allier et abrite des services administratifs départementaux. Le nouveau bâtiment des Archives départementales de l'Allier a été construit en contrebas du château, dans le parc ; il a ouvert en 1987.
- Château de Joulet : château fort du XVIIe siècle
- Le Parc : simple maison de campagne à l'origine, fut achetée par la duchesse Anne de Beaujeu à l'aube du XVIe siècle. Dès 1503, elle y habita et vint s'y reposer chaque fois que les charges de la régence le lui permettaient. La résidence était alors connue sous le nom de Beaumanoir. Gilbert de Marillac, secrétaire du connétable de Bourbon, rapporte dans ses Mémoires que les « espoussailles et noces » de celui-ci et de Suzanne de Bourbon s'y déroulèrent « au moys de may suivant l'an mil cinq cens cinq ». Le roi François Ier y fut hébergé par deux fois une dizaine de jours en 1538 puis en 1541, et pour clore le séjour moulinois du roi Charles IX, Catherine de Médicis y organisa une de ces grandes fêtes qu'a décrites sa fille Marguerite dans ses mémoires. Ce fut également l'un des tout premiers parcs créés par les ducs de Bourbonnais et le lieu-dit « les Lys » qui le jouxte était orthographié « les lices » au cadastre de 1828[69].
- Motte signalée par Charles-Laurent Salch[70].

#### Sites
- Plan d'eau des Ozières (baignade, pédalos, etc.), à l'est de la ville.
- Domaine des Vesvres : 85 hectares de bois et d'étangs, ouverts à la promenade.

### Personnalités liées à la commune
- Anne de Beaujeu (1461-1522), princesse et régente du royaume de France.
- Honoré d'Urfé (1568-1625), propriétaire du château de Pouzeux.
- Pierre Giraudet-Boudemange (1734-1816), avocat et homme politique, député de l'Allier de 1807 à 1811.
- Aimé Laussedat (1819-1907), directeur du Conservatoire des Arts et Métiers. Membre de l’Académie des Sciences, inventeur de la photogrammétrie. Un buste à sa mémoire se trouve dans son ancienne propriété à Yzeure dont le parc, aujourd’hui municipal, porte son nom.
- Maurice Eblé (1880-1942), né à Yzeure, avocat engagé dans le catholicisme social, fondateur d'associations et de revues, promoteur de progrès sociaux comme les allocations familiales.
- Joseph Voisin (1882-1969), né et mort à Yzeure, romancier, poète, journaliste, médaillé militaire. Il obtint le prix du Printemps de la Société des Gens de Lettres en 1915 et celui du Feuilleton en 1918[71].
- Claude Dussour (1889-1955), obtient la croix de guerre et est fait chevalier de la Légion d’honneur pendant la première guerre mondiale. Conseiller municipal en 1925, il devient maire en 1938. Dès 1940, il entre dans la résistance. Arrêté en 1944, il est déporté à Buchenwald. Il est ensuite élu conseiller général de Moulins-Sud en 1945 et 1955. Un prix Claude-Dussour est décerné chaque année aux élèves méritants de la commune.
- Henri Laville (1915-1958), instituteur, journaliste et écrivain, décédé à Yzeure, où il est inhumé. Le groupe scolaire de la rue Parmentier (devenu la maison des arts et des sciences) porte son nom[72].
- Albert Fleury (1923-2006), poète.
- Didier Boulaud (1950-), instituteur, conseiller en formation continue auprès de l'Éducation nationale, directeur de cabinet du maire de Nevers, Pierre Bérégovoy de 1983 à 1993, élu maire de Nevers depuis 1993, président de la Communauté d'agglomération de Nevers depuis 2003, député de la Nièvre de 1993 à 2001 puis sénateur de la Nièvre depuis septembre 2001, vice-président de la commission de la Défense à l'Assemblée nationale de 1997 à 2001, secrétaire du Sénat depuis 2004, il est également membre de la Commission des affaires étrangères, de la défense et des forces armées, et de la Délégation parlementaire au renseignement.

### Héraldique
|  | Les armes de la commune se blasonnent ainsi : D'azur au pairle d'or accompagné en chef d'un casque du même ailé de gueules et accosté de deux chardons aussi d'or fleuris aussi de gueules. |